# ウェルズ郡区 (アイオワ州アパヌース郡)
ウェルズ郡区は、アメリカ合衆国、アイオワ州、アパヌース郡にある18の郡区の一つである。2000年の国勢調査で、人口は249人だった。

## 地理
ウェルズ郡区は、99.6平方キロメートル（38.46平方マイル)で、組み込まれている自治体(incorporated settlements)は存在しません。アメリカ地質調査所によると、この郡区はCroftとDavisとHilltownとKerbyとStatenの5つの霊園が含まれている。